# Elvir Rahimić
Elvir Rahimić (Živinice, 4 aprile 1976) è un ex calciatore bosniaco, di ruolo centrocampista.

## Palmarès

### Club

#### Competizioni nazionali
- Campionato russo: 5

CSKA Mosca: 2003, 2005, 2006, 2012-2013, 2013-2014
- Supercoppa di Russia: 4

CSKA Mosca: 2004, 2006, 2007, 2009
- Coppa di Russia: 6

CSKA Mosca: 2001-2002, 2004-2005, 2005-2006, 2007-2008, 2008-2009, 2010-2011

#### Competizioni internazionali
- Coppa UEFA: 1

CSKA Mosca: 2004-2005